# Municipio de Washington (condado de Hendricks)
El municipio de Washington (en inglés: Washington Township) es un municipio ubicado en el condado de Hendricks en el estado estadounidense de Indiana. En el año 2010 tenía una población de 44764 habitantes y una densidad poblacional de 446,9 personas por km².

## Geografía
El municipio de Washington se encuentra ubicado en las coordenadas 39°45′39″N 86°23′39″O / 39.76083, -86.39417. Según la Oficina del Censo de los Estados Unidos, el municipio tiene una superficie total de 100.17 km², de la cual 99.26 km² corresponden a tierra firme y (0.9%) 0.9 km² es agua.

## Demografía
Según el censo de 2010, había 44764 personas residiendo en el municipio de Washington. La densidad de población era de 446,9 hab./km². De los 44764 habitantes, el municipio de Washington estaba compuesto por el 85.72% blancos, el 6.9% eran afroamericanos, el 0.25% eran amerindios, el 3.36% eran asiáticos, el 0.05% eran isleños del Pacífico, el 1.52% eran de otras razas y el 2.2% pertenecían a dos o más razas. Del total de la población el 4.67% eran hispanos o latinos de cualquier raza.